# Peta Toppano
Peta Toppano, född Peita Margaret Toppano den 8 april 1951 i London, Storbritannien, är en engelsk-australisk skådespelerska, sångerska och dansare. Hon är bland annat känd för sin medverkan i serier som Kvinnofängelset där hon spelade internen "Karen Travers" under seriens första säsong, och i såpan Home and Away där hon spelade rollfiguren Helen Poulos.